# Salima Ikram
Salima Ikram (Lahore, Pakistan, 17 mei 1965) is archeologe, professor in de Egyptologie en auteur over het Oude Egypte. Ze is experte op het gebied van dierenmummies.

## Biografie
Salima Ikram is geboren in Lahore, Pakistan. Ze studeerde Egyptologie en Archeologie aan het Bryn Mawr College in Pennsylvania, USA. Ze behaalde haar M.Phil. en Ph.D. aan de Universiteit van Cambridge.
Momenteel woont en werkt Ikram in Caïro. Ze werkt als professor in de Egyptologie aan de Amerikaanse Universiteit in Cairo. Ze richtte het Animal Mummy Project van het Egyptisch Museum (Caïro) op.
Ikram is bekend van televisieprogramma's op onder andere Discovery Channel, History Channel, National Geographic Channel en BBC. Ze is auteur van diverse boeken over het Oude Egypte en ze schrijft ook boeken voor kinderen.

## Publicaties
- Mummy in Ancient Egypt: Equipping the Dead for Eternity (New York: Thames & Hudson/Cairo: AUC Press, 1998) (met Aidan Dodson)
- Death and Burial in Ancient Egypt (Longman, 2003)
- Divine Creatures: Animal Mummies In Ancient Egypt (American University in Cairo Press, 2005)

## Awards
- Excellence in Research Award van de Amerikaanse Universiteit in Cairo (2007)